# Bostrychanthera
Bostrychanthera es un género con dos especies de plantas fanerógamas perteneciente a la familia Lamiaceae. Es originario de China.

## Descripción
Son plantas herbáceas perennes y erectas. Las hojas son subsésiles con un pecíolo corto, son de lanceoladas a ovaladas, con el limbo serrado. Las flores están agrupadas. Con ramas helicoidales y pedunculadas. Las flores se presentan pediceladas. El cáliz es campanulado, discretamente decanervado. Estos están ligeramente dilatados en el fruto. Con cinco dientes, subiguales o las posteriores son más pequeños. La corola tiene colores que varían desde el rojo, púrpura e incluso blanco. Es larga y se encuentra una dilatación en la mitad, sin pelos en el interior. Bilabiadas, el labio superior está recto y en el ápice redondeado, el labio inferior es más grande y trilobulado. Poseen 4 estambres, 2 anteriores y más largos, todos ascendientes, subyacentes en el labio superior. El ovario es glabro. El estilo es filiforme, apical. Las semillas son negras, de 1 a 3, aparecen agrupadas como si fueran una drupa; el epicarpio es carnoso y denso. 

## Taxonomía
El género fue descrito por Benth. in G.Bentham & J.D.Hooker y publicado en Genera Plantarum 2: 1170, 1216. 1876. La especie tipo es: Bostrychanthera deflexa Benth.

## Especies aceptadas
A continuación se brinda un listado de las especies del género Bostrychanthera aceptadas hasta septiembre de 2014, ordenadas alfabéticamente. Para cada una se indica el nombre binomial seguido del autor, abreviado según las convenciones y usos.	
- Bostrychanthera deflexa Benth.
- Bostrychanthera yaoshanensis S.L.Mo & F.N.Wei